# Sarimulyo (Kebonagung)
Sarimulyo is een bestuurslaag in het regentschap Demak van de provincie Midden-Java, Indonesië. Sarimulyo telt 2677 inwoners (volkstelling 2010).